# 603
سنة 603 م كانت سنة بسيطة تبدأ يوم الثلاثاء حسب التقويم اليولياني، تم استخدام الفئة 603 لهذا العام منذ أوائل العصور الوسطى، عندما أصبح عصر التقويم بعد الميلاد هو الأسلوب السائد في أوروبا لتسمية السنوات.

## أحداث
- الأمير شوتوكو تايشي يضع نظام المراتب الاثنتا عشر.

## مواليد
- أبو الأسود الدؤلي
- أبو هريرة
- القاسم بن محمد
- داجوبيرت الأول
- رقية بنت محمد